# Kenia-Schilling
Der Kenia-Schilling (Swahili: Shilingi, engl.: Kenyan Shilling) ist die Währung von Kenia, die im Jahr 1964 den bis dato gültigen Ostafrikanischen Schilling ablöste. Ein Schilling ist in 100 Cents unterteilt. Der ISO-Code ist KES.
Im Umlauf sind Banknoten zu 50, 100, 200, 500 und 1000 Schilling. Übliche Münzen sind 1, 5, 10, 20 und (selten) 40 Schilling. Die 40-Schilling-Münze wurde 2003 anlässlich der 40-jährigen Unabhängigkeit vom Vereinigten Königreich ausgegeben. Ältere Cent-Stückelungen sind angesichts des geringen Werts nicht mehr gebräuchlich.
Der Kenia-Schilling unterliegt als vom IWF unterstütztes oder sonstiges geldpolitisches Programm dem kontrollierten Floating ohne einen vorgegebenen Wechselkurspfad.
Für die 20-Kenia-Schilling-Münze ist auch die Bezeichnung „Kenia-Pfund“ oder „Bob“ gebräuchlich.

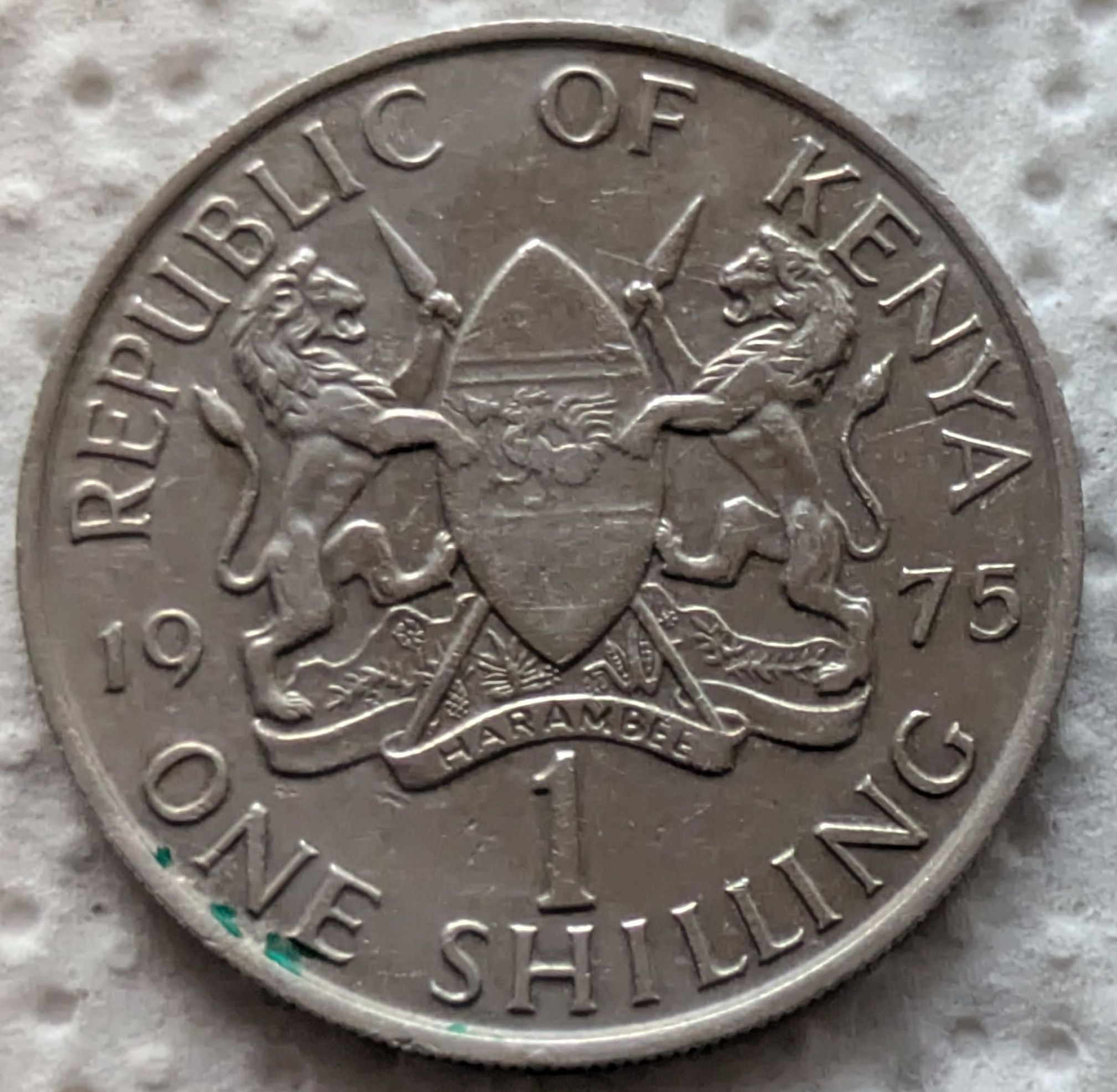
Ein Kenia-Schilling
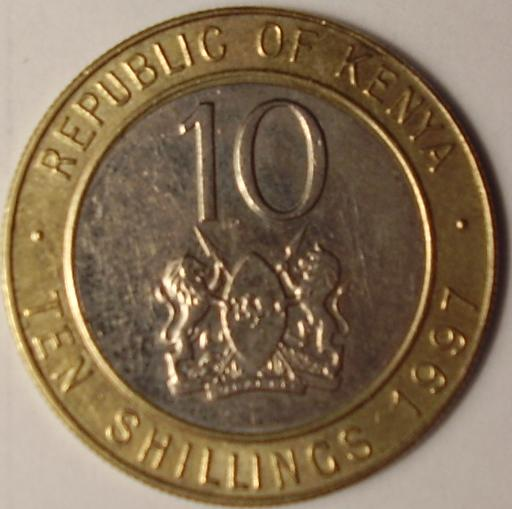
Zehn Kenia-Schilling
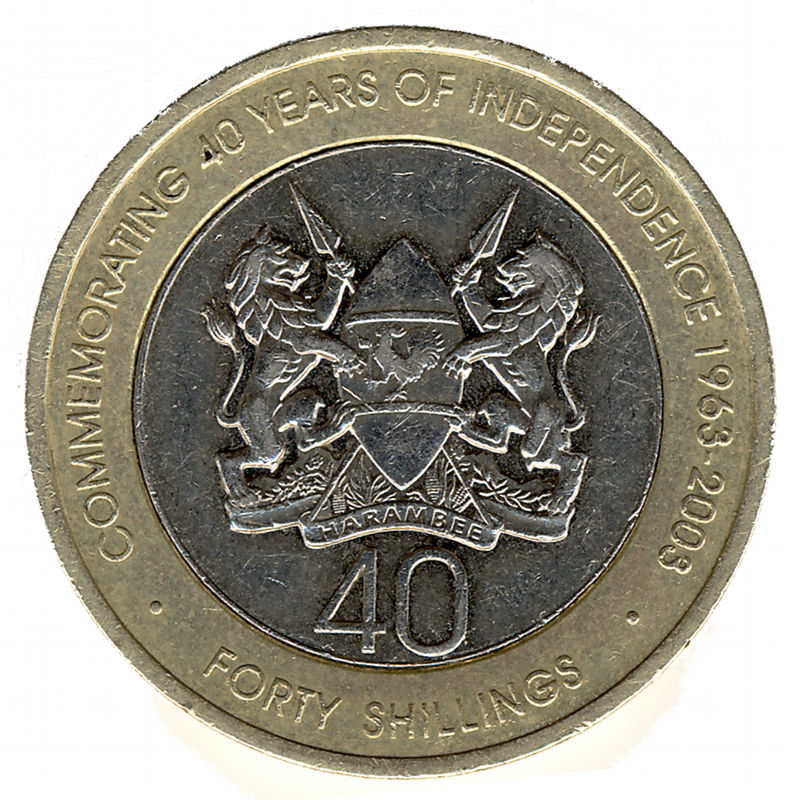
Vierzig Kenia-Schilling
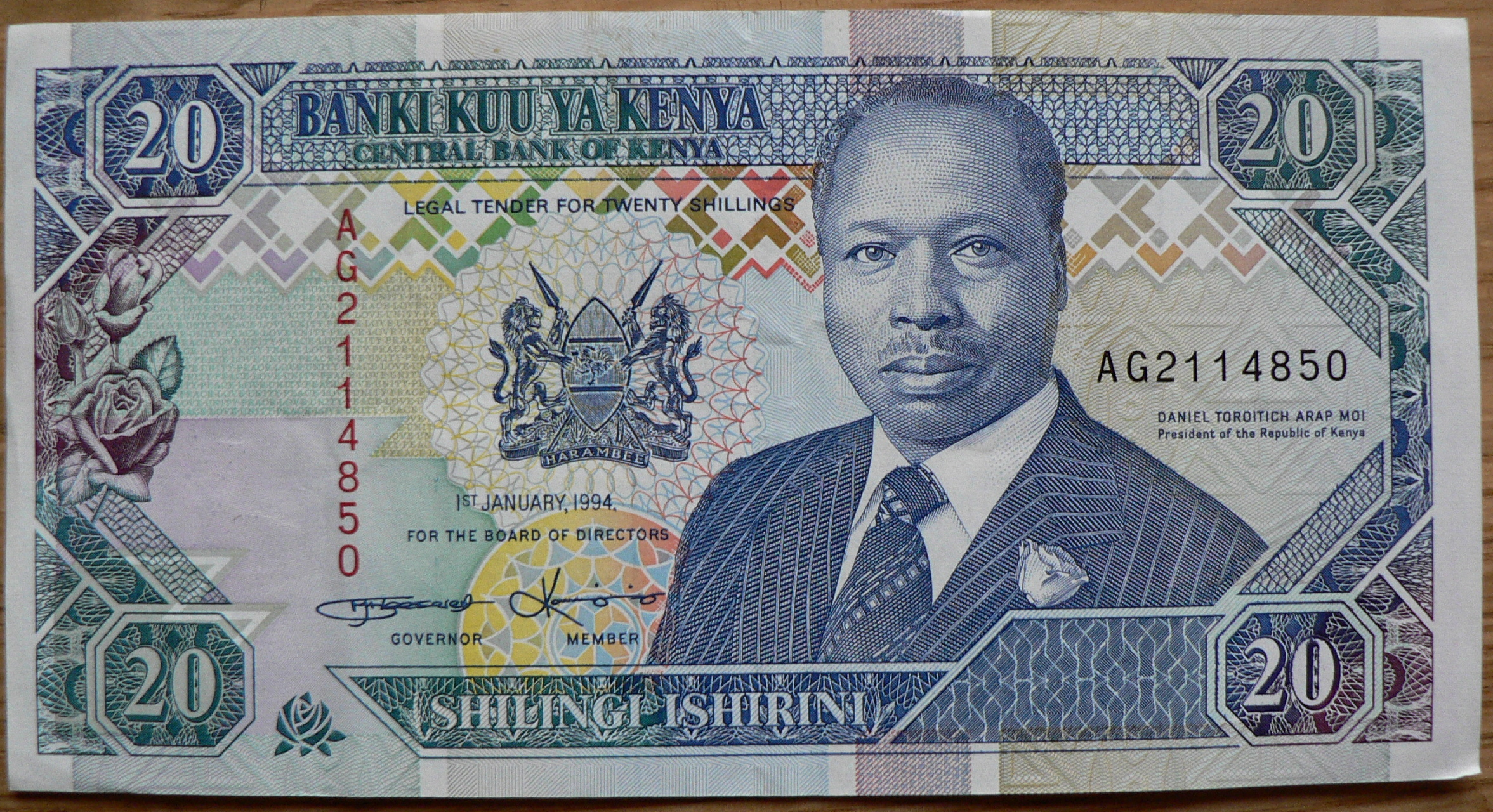
Zwanzig Kenia-Schilling
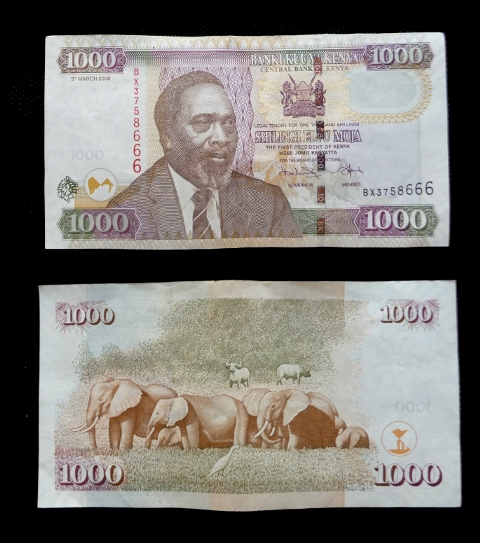
Tausend Kenia-Schilling

## Banknoten
| Serie von 2010 | Serie von 2010 | Serie von 2010 | Serie von 2010      | Serie von 2010 | Serie von 2010         | Serie von 2010                                                           | Serie von 2010 | Serie von 2010 |
| Abbildung      | Abbildung      | Wert           | Größe in Millimeter | Farbe          | Beschreibung           | Beschreibung                                                             | Beschreibung   |                |
| Vorderseite    | Rückseite      | Wert           | Größe in Millimeter | Farbe          | Vorderseite            | Rückseite                                                                | Wasserzeichen  |                |
| -------------- | -------------- | -------------- | ------------------- | -------------- | ---------------------- | ------------------------------------------------------------------------ | -------------- | -------------- |
|                |                | 50             | 138 × 72            | Braun-grün     | Porträt Jomo Kenyattas | Elefantenstoßzahnbogen in Mombasa, Dromedarkarawane                      | Löwe           |                |
|                |                | 100            | 141 × 74            | Violett-grün   | Porträt Jomo Kenyattas | Kenyatta International Conference Centre und Statue Kenyattas in Nairobi | Löwe           |                |
|                |                | 200            | 144 × 76            | Grau-grün      | Porträt Jomo Kenyattas | Baumwollernte                                                            | Löwe           |                |
|                |                | 500            | 147 × 78            | Grau-grün      | Porträt Jomo Kenyattas | Gebäude der Nationalversammlung in Nairobi                               | Löwe           |                |
|                |                | 1000           | 150 × 88            | Braun-grün     | Porträt Jomo Kenyattas | Elefantenherde mit Büffeln                                               | Löwe           |                |